# Cima Valdritta
Cima Valdritta – szczyt w paśmie Prealpi Vicentine, w Alpach Wschodnich. Leży na granicy regionów Trydent-Górna Adyga i Wenecja Euganejska, w północnych Włoszech.